# Hilda Crozzoli

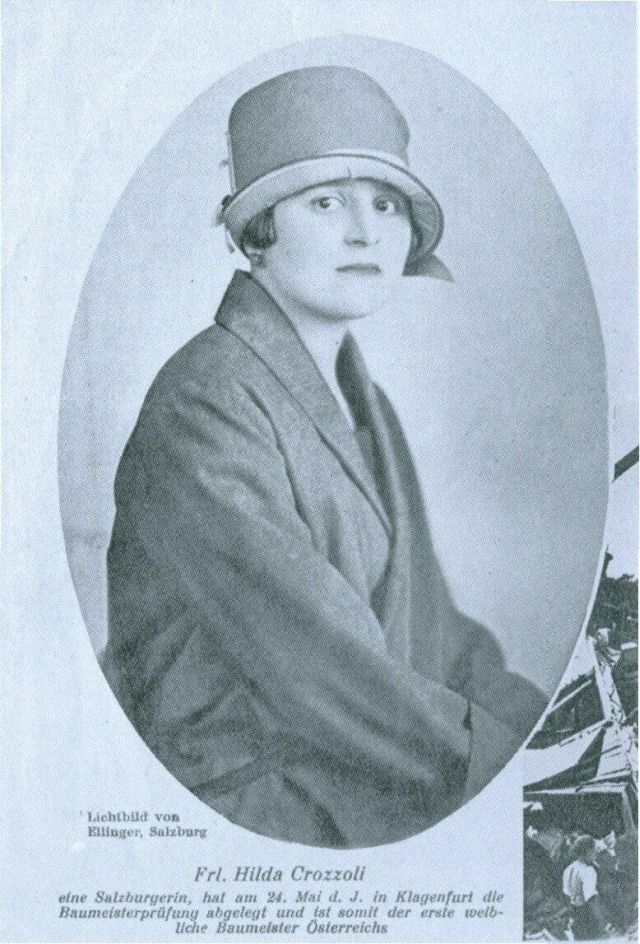
Hilda Crozzoli (1927)

Hilda Crozzoli (* 16. August 1900 in Salzburg; † 10. August 1972 ebenda) war die erste weibliche Baumeisterin Österreichs.

## Leben
Hilda Crozzoli stammte aus einer friaulischen Baumeisterfamilie, die über mehrere Generationen das Baugeschehen in Salzburg wesentlich mitbestimmte. Ihr Vater war Ambrogio (Ambros) Crozzoli (* 31. Juli 1870 in Tramonti di Sopra; † 11. August 1925 in Cimpello bei Pordenone), seit 1882 verheiratet mit Lucia Antonia Santarossa (* 12. Juli 1871 in Fiume Veneto; † 7. Oktober 1957 in Salzburg). Er legte für sich und seine Familie am 12. Februar 1907 den sog. Staatsbürgereid ab und erhielt am 5. Januar 1915 das Heimatrecht in der Gemeinde Maxglan. Bemerkenswert ist, dass seine Frau nie Deutsch lernte und nur Italienisch sprach. 
Hilda war das vierte von sieben Kindern, wobei die beiden älteren Brüder bereits sehr früh verstorben waren, so dass fünf Mädchen übrig blieben. Nach der Volks- und Bürgerschule absolvierte sie die vierjährige Baufachschule an der Staatsgewerbeschule in Salzburg und legte mit Erfolg 1921 die Prüfung ab. Dort war sie die erste weibliche Absolventin seit der Gründung der baugewerblichen Abteilung der Staatsgewerbeschule. Zusätzlich trat sie am 1. August 1917 als Lehrling in die Firma ihres Vaters ein. Neben der Beschäftigung in der Firma ihres Vaters war sie auch bei Stadtbaumeister Josef Cwertschek in Schneegattern und in Wien tätig. Vom 1. März 1921 bis 11. August 1925 arbeitete sie als Bautechnikerin und Polierin in der Firma ihres Vaters. Ab 1. Juli 1926 war sie bei der Universale Baugesellschaft m. b. H. in Salzburg abgestellt. Vom 12. bis 14. Mai 1927 legte sie die Baumeisterprüfung in Klagenfurt ab. Dies fand in den Salzburger Medien einen entsprechenden Widerhall und auch der Verein Deutsch Österreichischer Ingenieure sandte einen Glückwunsch. 

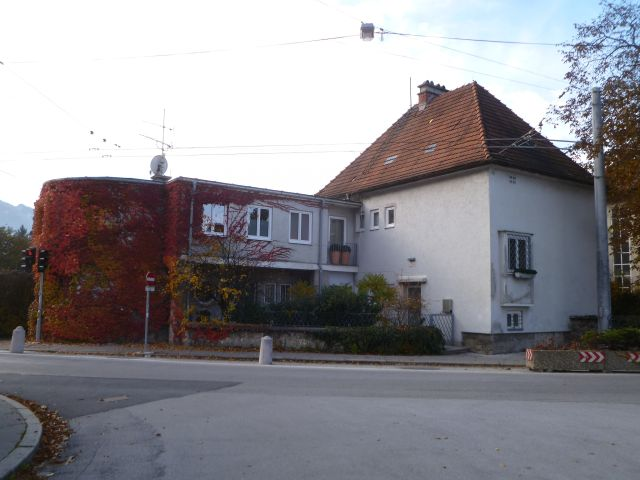
Letzter Sitz der Firma Crozzoli-Bandian in der Reichenhaller Straße in Salzburg

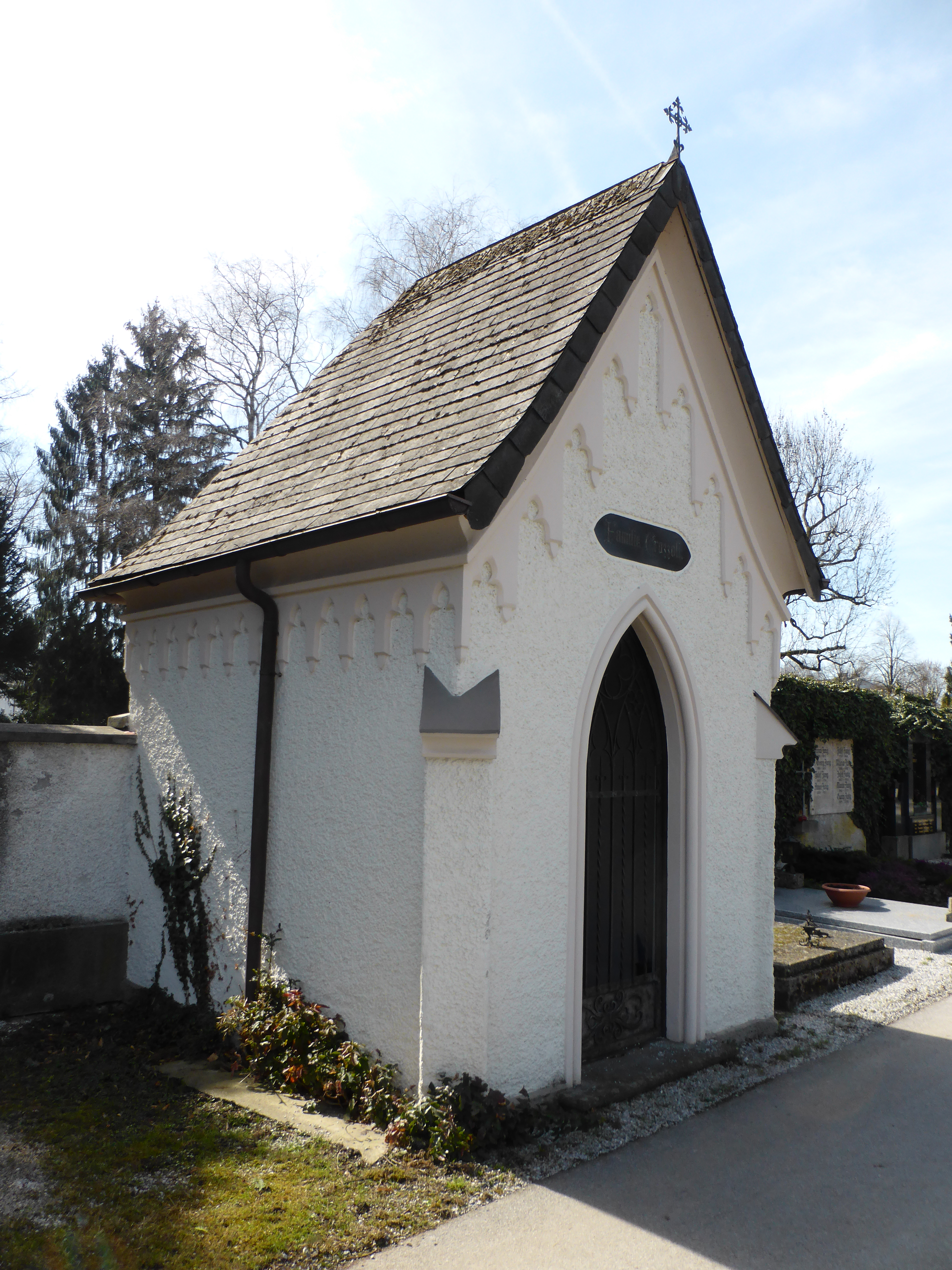
Begräbnisstätte der Familie Crozzoli im Maxglaner Friedhof

## Werk
1928 machte sich Hilda Crozzoli als Baumeisterin selbständig. Bis 1929 war Josef Sindinger ihr Compagnon, ab 1929 der Architekt Richard Bandian, ihr späterer Ehemann (Heirat am 1. Februar 1934). 1934 übersiedelte Hilda Crozzoli mit ihrer Baufirma in die Reichenhallerstraße 19 a (heute Reichenhaller Straße 27). 
Als Bautechnikerin in der Firma ihres Vaters hatte Hilda Crozzoli die Bauleitung für den Umbau der Hofstallkaserne zu einem Naturkundemuseum inne (heute Haus der Natur Salzburg). In dem bisher erstellten Werkverzeichnis der Firma Crozzoli-Bandian sind 65 Bauten genannt, die unter ihrer Leitung zwischen 1928 und 1966 erstellt wurden. Davon hervorzuheben ist 1927/28 die Errichtung der sog. Fürsorge-Siedlung in Schallmoos. Nach dem Kriegsende hat die Firma 1945 die Bauschäden am Schloss Leopoldskron beseitigt, das Hotel zum Goldenen Hirschen (1945/46) sowie das Bankhaus Daghofer (1968) umgebaut; auch der 1965 durchgeführte Umbau des Wallistraktes der Residenz für die Universität Salzburg erfolgte durch sie.

## Auszeichnungen
- Kriegsverdienstkreuz II. Klasse (1. September 1944)
- Goldener Ehrenring des Salzburger Baugewerbes (11. März 1965)